# Win Wilfong
Alva Winfred Wilfong, detto Win (Puxico, 18 marzo 1933 – Lincoln, 18 maggio 1985), è stato un cestista statunitense, professionista nella NBA e nella ABL.

## Carriera
Venne selezionato dai St. Louis Hawks al primo giro del Draft NBA 1957 (4ª scelta assoluta).
Con gli Stati Uniti disputò i Giochi panamericani di Città del Messico 1955.

## Palmarès
- MVP NIT (1957)
- Campionato NBA: 1

St. Louis Hawks: 1958
- Campione ABL (1963)